# داش‌کوپرو
داش‌کوپرو (به ترکی استانبولی: Taşköprü) شهری است در کشور ترکیه که در استان قسطمونی واقع شده‌است. جمعیت این شهر بر اساس سرشماری سال ۲۰۰۸ میلادی ۱۶٬۲۲۶ نفر و بر اساس برآوردهای سال ۲۰۰۹ میلادی ۱۶٬۱۶۴ نفر می‌باشد.